# 独立20周年スタジアム
独立20周年スタジアム(タジク語: 20-солагии Истиқлолияти、英: 20 Years of Independence Stadium)は、タジキスタンの都市ホジェンドにある多目的スタジアムである。

## 概要
タジキスタン独立20周年に当たる2011年に向けて建設されたスタジアム。2009年に開場した。収容人数は25,000人。主にサッカーの試合に用いられ、タジク・リーグに所属しているFKホジェンドがホームスタジアムとして使用している。また、サッカータジキスタン代表がホームスタジアムとして利用することもある。隣には、5面の屋内テニスコートや国際試合を開催できる屋内水泳施設が隣接している。
2014 FIFAワールドカップ・アジア3次予選グループCにおいて、2012年2月29日に北朝鮮代表との試合が開催されている。

## 交通アクセス
タジキスタン鉄道のホジェンド駅よりタクシーで約5分。